# Pelastoneurus bilineatus
Pelastoneurus bilineatus är en tvåvingeart som beskrevs av Van Duzee 1931. Pelastoneurus bilineatus ingår i släktet Pelastoneurus och familjen styltflugor.
Artens utbredningsområde är Panama. Inga underarter finns listade i Catalogue of Life.